# Südradde
Die Südradde ist ein 31,5 km langer, nordöstlicher und orographisch rechter Zufluss der Hase in den niedersächsischen Landkreisen Cloppenburg und Emsland und gehört zu den Bächen des Hümmling.

## Verlauf
Die Südradde entspringt im Oldenburger Münsterland im Ortsdreieck Lindern (im Nordwesten), Molbergen (im Nordosten) und Lastrup (im Südosten). Ihre Quelle liegt nordöstlich von Osterlindern und südlich von Peheim bei der Linderner Bauerschaft Hegel am Rand der zum Naturschutzgebiet Molberger Dose gehörenden Moorlandschaft Ginger Dose. Der Fluss verläuft in fast ausschließlich südwestlicher Richtung etwa parallel zur Mittelradde im Nordwesten und zum Löninger Mühlenbach im Südosten. Sie mündet etwa 1,3 km westlich des Kernorts der Gemeinde Herzlake in den dort von Osten kommenden Ems-Nebenfluss Hase.

## Schutzgebiete
Die Quelle der Südradde liegt beim Naturschutzgebiet Molberger Dose (CDDA-Nr. 164652; 1988 ausgewiesen; 6 km² groß; NSG-Nr. WE 192), durch das der quellnahe Oberlauf fließt. Großteile des Flusses verlaufen durch das EU-Vogelschutzgebiet Niederungen der Süd- und Mittelradde und der Marka (VSG-Nr. 3211-431; 43,77 km²), da hier seltene Vogelarten des Feuchtgrünlandes einen Lebensraum finden.